# هاياتو أراكي
هاياتو أراكي (باليابانية: 荒木隼人) هو لاعب كرة قدم ياباني في مركز الدفاع، ولد في 7 أغسطس 1996 في كادوما في اليابان. لعب مع سانفريس هيروشيما.

## وصلات خارجية
- هاياتو أراكي على موقع رابطة كرة القدم اليابانية للمحترفين (اليابانية)
- هاياتو أراكي على موقع إي إس بي إن إف سي (الإنجليزية)
- هاياتو أراكي على موقع قاعدة بيانات كرة القدم.إي يو (الإنجليزية)
- هاياتو أراكي على موقع ناشيونال فوتبول تيمز (الإنجليزية)
- هاياتو أراكي على موقع Soccerbase.com (لاعب) (الإنجليزية)
- هاياتو أراكي على موقع Soccerway.com (الإنجليزية)
- هاياتو أراكي على موقع عالم كرة القدم.نت (الإنجليزية)